# Repülő francia (szobor)
A Repülő francia (Le Français volant) elnevezésű szobor César Baldaccini (1921-1998) francia szobrász alkotása, amely Hongkongban áll.
A törött szárnyű embert ábrázoló alkotás 1990-ben készült el, majd a Cartier Alapítvány a városállamnak ajándékozta, ahol 1993-ban leplezték le. Tömege hat tonna, magassága 4,8 méter, szélessége 8,4 méter. A bronzszobor eredeti neve Szabadságharcos volt, de a hongkongi városi tanács átnevezte, hogy elkerülje Kína rosszallását. Az alkotó emiatt nem vett részt az avatási ceremónián.